# Гербі Артур
Вільям Джон Герберт Артур (англ. William John Herbert Arthur; 14 лютого 1863 — 27 листопада 1930), більш відомий як Гербі Артур (англ. Herbie Arthur) — англійський футболіст, воротар. Найбільш відомий за виступами за клуб «Блекберн Роверз», а також за національну збірну Англії.

## Клубна кар'єра
Уродженець Блекберна. Працював мебляром на фабриці, а також організатором виставок квітів, крім того виступав за місцеві футбольні команди «Ловер Бенк Екедемії» та «Кінгс Оун». У 1880 році приєднався до клубу «Блекберн Роверз». Спочатку виступав на позиції правого хавбека, але згодом став грати на позиції воротаря за резервну команду. У замітці газети «Блекберн Таймс» 1884 року він характеризувався як «дуже надійний» воротар, хоча і не «блискучий або хитрий гравець». На той момент не існувало офіційних ліг, клуби проводили лише товариські матчі та виступали у кубкових турнірах на кшталт Кубка Англії та Великого кубка Ланкашира. У сезоні 1883/84 «Блекберн Роверз» вийшов у фінал Кубка Англії, де зустрівся з шотландським клубом «Квінз Парк» і здобув перемогу з рахунком 2:1.
У сезоні 1884/85 «Блекберн Роверз» знову вийшов у фінал Кубка Англії, де знову зустрівся з шотландським клубом «Квінз Парк» і знову здобув перемогу, цього разу — з рахунком 2:0.
У сезоні 1885/86 «Блекберн Роверз» втретє поспіль вийшов у фінал Кубка Англії, де зустрівся з клубом «Вест Бромвіч Альбіон». Матч, який пройшов на лондонському стадіоні «Кеннінгтон Овал» 3 квітня 1886 року, завершився безгольовою нічиєю. Перегравання пройшло на «Рейскорс Граунд» у Дербі. Незважаючи на хорошу атакуючу гру гравців «Альбіона» вирішальну роль зіграв досвід гравців «Роверз», які забили два голи у ворота суперника і виграли третій Кубок Англії поспіль.
У 1888 році провідні професійні футбольні клуби з Ланкашира та Вест-Мідлендса заснували ліговий турнір, що отримав назву Футбольна ліга (англ. Football League). Перший сезон Футбольної ліги розпочався 8 вересня 1888 року. «Блекберн Роверз» став одним із 12 засновників чемпіонату. Свій перший матч у Футбольній лізі «Роверз» провів 15 вересня 1888 року: це була гра проти «Акрінгтона» на стадіоні «Лемінгтон Роуд», яка завершилася внічию з рахунком 5:5. Загалом у сезоні 1888/89 Гербі Артур провів 15 матчів у Футбольній лізі та ще 5 — у Кубку Англії. «Блекберн Роверз» завершив сезон на четвертому місці, а чемпіонський титул завоював «Престон Норт Енд», який не зазнав жодної поразки. У Кубку Англії «Роверз» дійшов до півфіналу, де програв клубу «Вулвергемптон Вондерерз» у переграванні.
У сезоні 1889/90 Артур втратив місце в основному складі «Блекберна». Сезон 1890/91 він провів у клубі «Саутпорт Сентрал», зігравши за команду 16 матчів (13 у Ланкаширській лізі та 3 у Малому кубку Ланкашира).
У сезоні 1891/92 повернувся до «Блекберна», зігравши за команду 21 із 26 матчів у сезоні. У тому сезоні стався курйозний випадок під час гри проти «Бернлі» на стадіоні « Терф Мур» у грудні 1891 року. Матч проходив у погану погоду, до перерви «Бернлі» лідирував з рахунком 3:0. Після перерви гравці «Бернлі» повернулися на поле, але гравці «Роверз» на поле не вийшли. Суддя Чарльз Клегг зачекав чотири хвилини, після чого дав свисток про початок другого тайму, хоча на поле повернулося лише кілька гравців «Блекберн Роверз». На початку другого тайму суддя видалив двох футболістів (одного у «Блекберн Роверз», одного у «Бернлі»), після чого всі польові гравці «Роверз» залишили поле. За «Блекберн» на полі залишився лише воротар Гербі Артур. Суддя не зупинив гру, через що Артур мав грати один проти десяти гравців «Бернлі». Воротар «Роверз», однак, швидко зрозумів, що всі гравці «Бернлі» автоматично перебувають у положенні «поза грою», оскільки між воротами і суперником не було двох гравців «Блекберн Роверс». Він повідомив про це судді, після чого той ухвалив рішення про відміну гри через «фарсову ситуацію», на яку вона перетворилася.
«Блекберн Роверз» завершив сезон 1891/92 лише на дев'ятому місці. У 1892 році Артур оголосив про завершення кар'єри футболіста. Свій останній матч за клуб він провів 1 жовтня 1892 року: це була гра проти «Акрінгтона» (3:3).

## Кар'єра у збірній
28 лютого 1885 року Артур дебютував за збірну Англії в матчі проти збірної Ірландії, в якому англійці здобули перемогу з рахунком 4:0.
Загалом протягом кар'єри в національній команді, яка тривала 3 роки, провів у її формі 7 матчів, пропустивши 4 голи..

## Статистика виступів

### Статистика виступів за збірну
| Дата      | Місто     | Господарі | Результат | Гості     | Турнір             | Голи | Примітки |
| --------- | --------- | --------- | --------- | --------- | ------------------ | ---- | -------- |
| 28-2-1885 | Манчестер | Англія    | 4 – 0     | Ірландія  | Домашній чемпіонат | -    |          |
| 14-3-1885 | Блекберн  | Англія    | 1 – 1     | Уельс     | Домашній чемпіонат | -1   |          |
| 21-3-1885 | Лондон    | Англія    | 1 – 1     | Шотландія | Домашній чемпіонат | -1   |          |
| 27-3-1886 | Глазго    | Шотландія | 1 – 1     | Англія    | Домашній чемпіонат | -1   |          |
| 29-3-1886 | Рексем    | Уельс     | 1 – 3     | Англія    | Домашній чемпіонат | -1   |          |
| 5-2-1887  | Шеффілд   | Англія    | 7 – 0     | Ірландія  | Домашній чемпіонат | -    |          |
| 26-2-1887 | Лондон    | Англія    | 4 – 0     | Уельс     | Домашній чемпіонат | -    |          |
| Усього    |           | Матчів    | 7         |           | Голів              | -4   |          |

## Досягнення

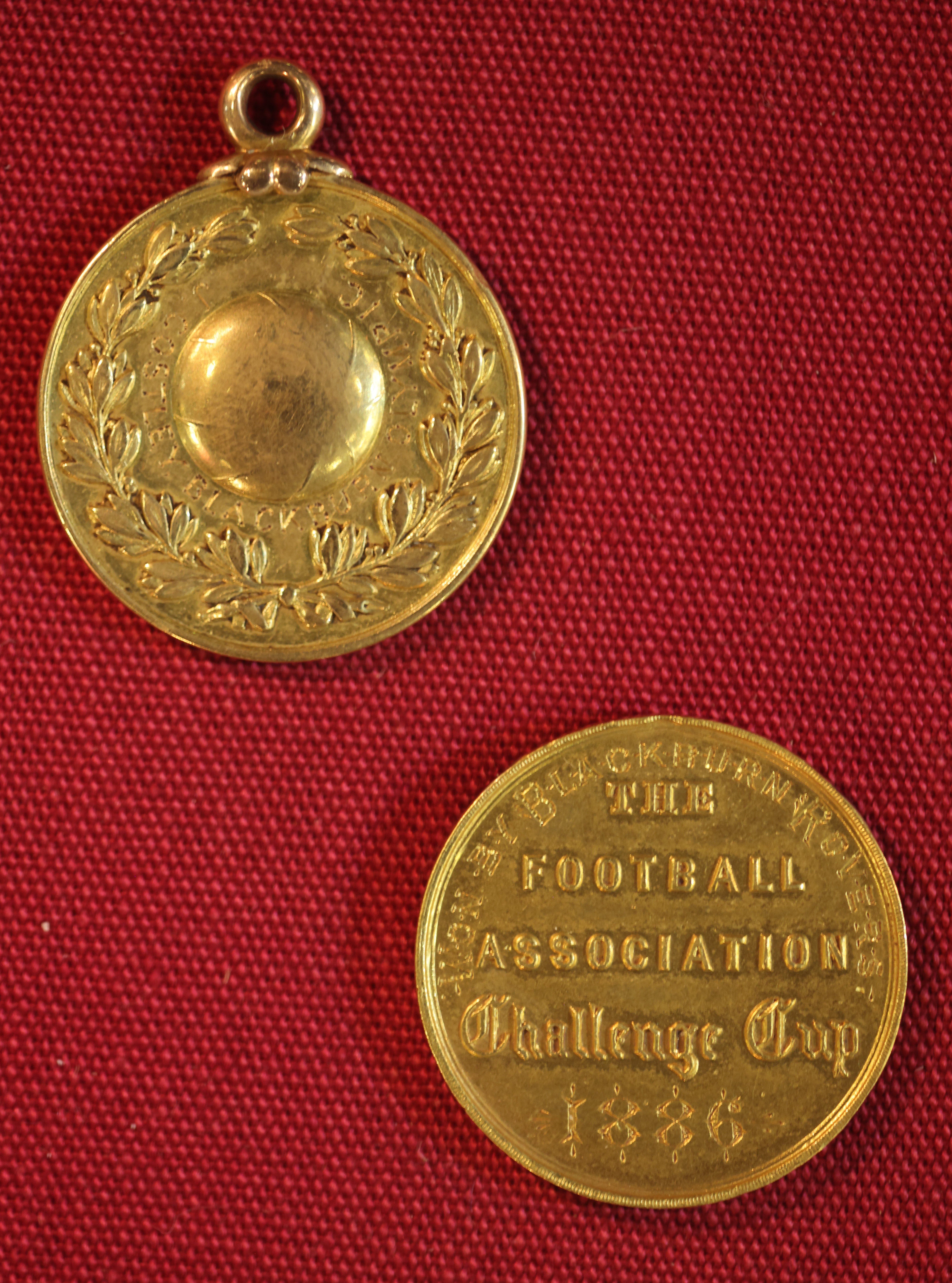
Медаль переможця Кубка Англії 1886 року, що належала Артуру

- Володар Кубка Англії (3): 1883/84, 1884/85, 1885/86
- Переможець Домашнього чемпіонату: 18886 (розділена перемога)

## Особисте життя
Був у родині старшим із трьох синів. До 1881 року він допомагав батькові як торговець шкірою. Він одружився в 1891 році і мав двох дітей — дочку і сина.
Помер 27 листопада 1930 року на 68-му році життя в будинку пристарілих у місті Блекберн.